# Jerzy Marx
Jerzy Marx (ur. 1 sierpnia 1896 w Pijach) – komandor podporucznik Marynarki Wojennej, kawaler Orderu Virtuti Militari.

## Życiorys
Urodził się 1 sierpnia 1896 we wsi Pije, w ówczesnym powiecie kaniowskim guberni kijowskiej, w rodzinie Janusza i Janiny z domu Koziko. W 1914 ukończył siedmioklasową Szkołę Handlową w Humaniu i rozpoczął studia na Oddziale Handlowo-Technicznym Instytutu Handlowego w Kijowie. Od 2 lipca 1916 do 10 stycznia 1918 pełnił służbę w armii rosyjskiej. W międzyczasie (1917) został członkiem Związku Wojskowych Polaków w Charkowie. Następnie pracował w cukrowni Kłębówka w charakterze młodszego buchaltera.
17 stycznia 1919 wstąpił do Wojska Polskiego, do 3 baterii artylerii konnej, która później weszła w skład 3 dywizjonu artylerii konnej. W 1920 został przeniesiony do 18 pułku artylerii polowej. W jego szeregach walczył na wojnie z bolszewikami jako młodszy oficer 3. baterii. Wyróżnił się 18 lipca 1920 w bitwie pod Chorupaniem, w trakcie której został ciężko ranny. Po wyleczeniu został przydzielony do baterii zapasowej 18 pap.
1 czerwca 1921 pełnił służbę w Dowództwie Okręgu Generalnego Białystok, a jego oddziałem macierzystym był 18 pułk artylerii polowej. 3 maja 1922 został zweryfikowany w stopniu porucznika ze starszeństwem od 1 czerwca 1919 i 688. lokatą w korpusie oficerów artylerii. W 1928 służył w 29 pułku artylerii polowej w Grodnie. Z dniem 10 stycznia 1932 został przeniesiony do Flotylli Rzecznej Marynarki Wojennej w Pińsku. W latach 1938–1939 był słuchaczem kursu w Szkole Uzbrojenia w Warszawie.
W 1946, w stopniu komandora podporucznika, pełnił służbę w Głównym Porcie Marynarki Wojennej w Gdyni na stanowisku szefa uzbrojenia

## Ordery i odznaczenia
- Krzyż Srebrny Orderu Wojskowego Virtuti Militari nr 1700[1] – 17 maja 1921[13][14]
- Srebrny Krzyż Zasługi – 1938 „za zasługi w służbie wojskowej”[15]
- Medal Pamiątkowy za Wojnę 1918–1921[1]
- Medal Dziesięciolecia Odzyskanej Niepodległości[1]